# ليشتناو (بادن)
ليشتانو (بادن) (بالألمانية: Lichtenau, Baden-Württemberg) هي مدينة وبلدة ألمانية تقع في ألمانيا في بادن-فورتمبيرغ.[بحاجة لمصدر]

## أعلام
- ماتياس برتش